# ドラマチック (さぁさの曲)
「ドラマチック」はさぁさの2枚目のシングル。

## 解説
TBS系「女神サーチ」12・1月度エンディングテーマ、北陸放送「がっぱです。」及び長野朝日放送「情報パラダイス」12月度エンディングテーマ。さぁさは本作の制作姿勢は「曲が先に出来ていて、後から詞を練っていきました」と、本作の雰囲気については「「ドラマチック」な前向きもあり、「嘘」みたいなダークな面もありといういろんな面があると思う」という。

## 批評
CDジャーナルは「どちらも『別れ』がテーマながら、きっと後ろを振り返ることのないであろう気丈な彼女の歌唱。可愛らしいファッションと容姿とのギャップもイイ」と評した。

## 収録曲
（全作詞・作曲：さぁさ）
1. ドラマチック
編曲：岡本仁志
2. 嘘
編曲：麻井寛史
3. ドラマチック (instrumental)

## レコーディング参加
- 岡本仁志（GARNET CROW） - ギター(#1)
- 岩井勇一郎 - ギター(#2)
- 麻井寛史 - ベース(#2)